# Try (Pink-Lied)
Try ist ein Lied der US-amerikanischen Popsängerin Pink aus dem Jahr 2012.

## Entstehung und Veröffentlichung
Das Lied wurde von busbee und Ben West geschrieben beziehungsweise komponiert. Für die Produktion zeichnete Greg Kurstin verantwortlich.
Die Erstveröffentlichung von Try erfolgte am 8. September 2012 als Single beim Plattenlabel RCA Records. Am 14. September 2012 erschien es als Teil auf ihrem sechsten Studioalbums The Truth About Love.

## Inhalt
Try handelt von dem Eingehen von Risiken in der Liebe, ohne die Konsequenzen zu berücksichtigen.

## Musikvideo
Das Musikvideo zu Try entstand im August 2012 unter der Regie von Floria Sigismondi. Der Mann, mit dem Pink im Video auftritt, ist der Broadway-Tänzer Colt Prattes. Für die Choreografie zeichneten die Golden Boyz und Sebastien Stella verantwortlich. Das Video verzeichnet 616 Millionen Aufrufe auf der Videoplattform YouTube.

## Kommerzieller Erfolg

### Chartplatzierungen
Das Lied erreichte in zahlreichen Ländern die Spitzenposition in den Singlecharts, unter anderem in Estland, Griechenland, der Slowakei und Spanien.
| ChartsChartplatzierungen       | Höchstplatzierung | Wochen |
| ------------------------------ | ----------------- | ------ |
| Deutschland (GfK)              | 2 (34 Wo.)        | 34     |
| Österreich (Ö3)                | 3 (29 Wo.)        | 29     |
| Schweiz (IFPI)                 | 2 (41 Wo.)        | 41     |
| Vereinigte Staaten (Billboard) | 9 (24 Wo.)        | 24     |
| Vereinigtes Königreich (OCC)   | 8 (32 Wo.)        | 32     |

| ChartsJahrescharts (2012) | Platzierung |
| ------------------------- | ----------- |
| Deutschland (GfK)         | 70          |
| Österreich (Ö3)           | 72          |
| Schweiz (IFPI)            | 55          |

| ChartsJahrescharts (2013)      | Platzierung |
| ------------------------------ | ----------- |
| Deutschland (GfK)              | 60          |
| Österreich (Ö3)                | 66          |
| Schweiz (IFPI)                 | 30          |
| Vereinigte Staaten (Billboard) | 53          |

### Auszeichnungen für Musikverkäufe
| Land/Region                  | Auszeichnungen für Musikverkäufe (Land/Region, Auszeichnung, Verkäufe) | Verkäufe  |
| ---------------------------- | ---------------------------------------------------------------------- | --------- |
| Australien (ARIA)            | 7× Platin                                                              | 490.000   |
| Belgien (BRMA)               | Gold                                                                   | 15.000    |
| Brasilien (PMB)              | Diamant                                                                | 250.000   |
| Dänemark (IFPI)              | Gold                                                                   | 15.000    |
| Deutschland (BVMI)           | Platin                                                                 | 300.000   |
| Finnland (IFPI)              | Gold                                                                   | 19.433    |
| Frankreich (SNEP)            | —                                                                      | 48.900    |
| Italien (FIMI)               | 4× Platin                                                              | 120.000   |
| Kanada (MC)                  | 6× Platin                                                              | 480.000   |
| Mexiko (AMPROFON)            | 5× Gold                                                                | 150.000   |
| Neuseeland (RMNZ)            | 3× Platin                                                              | 90.000    |
| Österreich (IFPI)            | Gold                                                                   | 15.000    |
| Portugal (AFP)               | Gold                                                                   | 5.000     |
| Schweden (IFPI)              | Platin                                                                 | 40.000    |
| Schweiz (IFPI)               | 2× Platin                                                              | 60.000    |
| Spanien (Promusicae)         | Platin                                                                 | 60.000    |
| Vereinigtes Königreich (BPI) | Platin                                                                 | 600.000   |
| Insgesamt                    | 6× Gold · 28× Platin · 1× Diamant ·                                    | 2.758.333 |

Hauptartikel: Pink (Musikerin)/Auszeichnungen für Musikverkäufe

## Coverversionen (Auswahl)
- 2013: Annemarie Eilfeld: Es geht vorbei (Album: Barfuss durch Berlin)[19]
- 2014: Sister Cristina (Album: Sister Cristina)[20]